# Borosjenői vár
A borosjenői vár műemlék Romániában, Arad megyében. A romániai műemlékek jegyzékében az AR-II-a-A-00613 sorszámon szerepel.

## Története
Az első borosjenői vár említése 1295-ből maradt fenn castri Jeneu alakban. Ekkor királyi vár volt, de 1387-ben már a Losonci család birtoka.
1564-ben a német kézen levő várat János Zsigmond foglalta el. 1566-ban a törökök által ostromlott vár őrsége huszonhárom nap után megszökött. 1595. október 22-én, egy hónapi ostrom után Báthory Zsigmond vezére, Borbély György karánsebesi bán foglalta vissza. A török porta harc nélkül próbálta megszerezni a várat: 1599-ben Báthory András fejedelemségének elismeréséhez a vár átadását szabták feltételül. A jelenlegi várat 1645-1652 között a Rákóczi fejedelmek építtették. 1658. augusztus 28-án a török sereg megostromolta a várat, amelyet az ostrom ötödik napján a védők feladtak. 1693-ban a várat Veterani tábornok foglalta vissza.
Az 1848–49-es forradalom és szabadságharc során a magyarok szerezték meg a várat. 1849. augusztus 21-én Vécsey Károly itt adta meg magát az orosz Rüdiger tábornoknak.
1870 körül a belső várat neoklasszicista stílusban újították fel.
A második világháborút követően kisegítő iskola működött a falai között. 1970–1972-ben nagyjavításra és korszerűsítésre került sor. 1998-ban az iskolát elköltöztették, és a vár Borosjenő városának a tulajdonába került. A város anyagi források hiányában csak a minimális állagmegőrzési munkákat végeztette el. 2008–2009-ben Gyula városával együttműködve próbáltak forrásokat szerezni a vár turisztikai hasznosítása érdekében, de a pályázatot 2010. augusztusban elutasították. Az Arad megye 2015–2020 közötti kulturális stratégiájára vonatkozó munkaanyag szerint a rossz állapotban levő, omlásveszélye épület kulturális és turisztikai lehetőségeket rejt, de sürgős restaurálásra szorul.